# 82 î.Hr.
82 î.Hr. (LXXXII î.Hr.) a fost un an obișnuit al calendarului roman.

## Nașteri
- Burebista, rege al geto-dacilor (d. 44 î.Hr.)
- Marc Antoniu, general și politician roman, locotenent al lui Cezar (d. 30 î.Hr.)

## Decese
- Æmilia Scaura